# I Think I Love You Too Much
I Think I Love You Too Much è un brano musicale composto dal chitarrista e cantautore Mark Knopfler.
Il pezzo è stato interpretato originariamente — con la partecipazione dello stesso Knopfler — dal chitarrista Jeff Healey, che lo ha inoltre pubblicato nel 1990 come singolo promozionale dell'album Hell to Pay. La canzone è diventata in seguito uno dei brani più rappresentativi dei Notting Hillbillies, che l'hanno presentata regolarmente in concerto.
Il pezzo fu eseguito dal vivo per la prima volta in assoluto dai Dire Straits durante il loro set al festival benefico di Knebworth Park, insieme ad Eric Clapton (30 giugno 1990). In quella occasione Knopfler presentò il brano come un inedito che forse sarebbe stato inserito nel successivo album dei Dire Straits (On Every Street); nonostante alla fine sia rimasto escluso dal disco, il pezzo fu spesso suonato dalla band britannica nel corso del successivo tour mondiale (1991-1992).